# Orrefors
Orrefors är en tätort i Hälleberga socken, Nybro kommun i Kalmar län. 
Orrefors är framför allt känd för glasbruket med samma namn.

## Historia
Ursprunget till orten är ett järnbruk som anlades 1726 av kornetten Lars Johan Silfversparre, ägare till Orranäs säteri som var beläget vid Orranäsasjön.

### Befolkningsutveckling
| Befolkningsutvecklingen i Orrefors 1960–2020 | Befolkningsutvecklingen i Orrefors 1960–2020 | Befolkningsutvecklingen i Orrefors 1960–2020 | Befolkningsutvecklingen i Orrefors 1960–2020 | Befolkningsutvecklingen i Orrefors 1960–2020 |
| -------------------------------------------- | -------------------------------------------- | -------------------------------------------- | -------------------------------------------- | -------------------------------------------- |
|                                              |                                              |                                              |                                              |                                              |
| År                                           |                                              |                                              | Folkmängd                                    | Areal (ha)                                   |
| 1960                                         | 1960                                         |                                              | 786                                          |                                              |
| 1965                                         | 1965                                         |                                              | 841                                          |                                              |
| 1970                                         | 1970                                         |                                              | 921                                          |                                              |
| 1975                                         | 1975                                         |                                              | 919                                          |                                              |
| 1980                                         | 1980                                         |                                              | 947                                          |                                              |
| 1990                                         | 1990                                         |                                              | 832                                          | 121                                          |
| 1995                                         | 1995                                         |                                              | 808                                          | 121                                          |
| 2000                                         | 2000                                         |                                              | 747                                          | 121                                          |
| 2005                                         | 2005                                         |                                              | 696                                          | 121                                          |
| 2010                                         | 2010                                         |                                              | 719                                          | 123                                          |
| 2015                                         | 2015                                         |                                              | 766                                          | 129                                          |
| 2020                                         | 2020                                         |                                              | 759                                          | 133                                          |
|                                              |                                              |                                              |                                              |                                              |

## Samhället
Förutom glasbruket finns i samhället sågverk, butiker, ett hotell, två vandrarhem, campingplats och andra företag inriktade på glas- och turistnäringen. I orten låg fram till 2014 Riksglasskolan med elevhem.

## Kommunikationer
Orrefors ligger vid riksväg 31 mellan Nybro och Vetlanda. Närmaste järnvägsstation är Nybro vid Kust till Kust-banan. Orrefors var tidigare station vid banan Nybro-Sävsjöström (del av banan Nybro-Nässjö), men persontrafiken upphörde 1985. Orten har busstrafik genom Kalmar länstrafik. Närmaste flygplatser med reguljärtrafik finns i Kalmar och Växjö.

## Näringsliv
År 2005 förvärvade New Wave glaskoncernen Orrefors Kosta Boda. Samtidigt pågick en världsomfattande kris för glasindustrin i hela världen. Under de påföljande åren vidtogs flera kostnadssänkande åtgärder. För att säkra en fortsatt tillverkning av svenskt glas tvingades man slutligen till en nedläggning av glasbruket i Orrefors år 2013. Produktionen centrerades till glasbruket i Kosta där man sedan dess fortsatt blåsa glas under varumärket Orrefors och Kosta Boda. Nybro kommun har köpt Orrefors glasbruks utställnings- och konferenslokaler samt Orrefors herrgård, "Gästvillan". Glasrikets Skatter EF har köpt allt musei-glas och hela Orrefors arkiv. Fabriks- och kontorslokalerna nyttjas av företaget Royal Design. 

### Handel
Orrefors kooperativa förening inledde sin verksamhet i Orrefors 1907. Den växte senare och blev Konsumtionsföreningen Orrefors med omnejd med butiker i flera orter i området. I oktober 2005 valde föreningen att lägga ner butiken i Orrefors. I december 2005 öppnade istället en Tempo i den gamla Konsumlokalen.

## Idrott
Idrottsplatsen i samhället heter Orrevallen, hemmaplan för Orrefors IF.

## Bilder

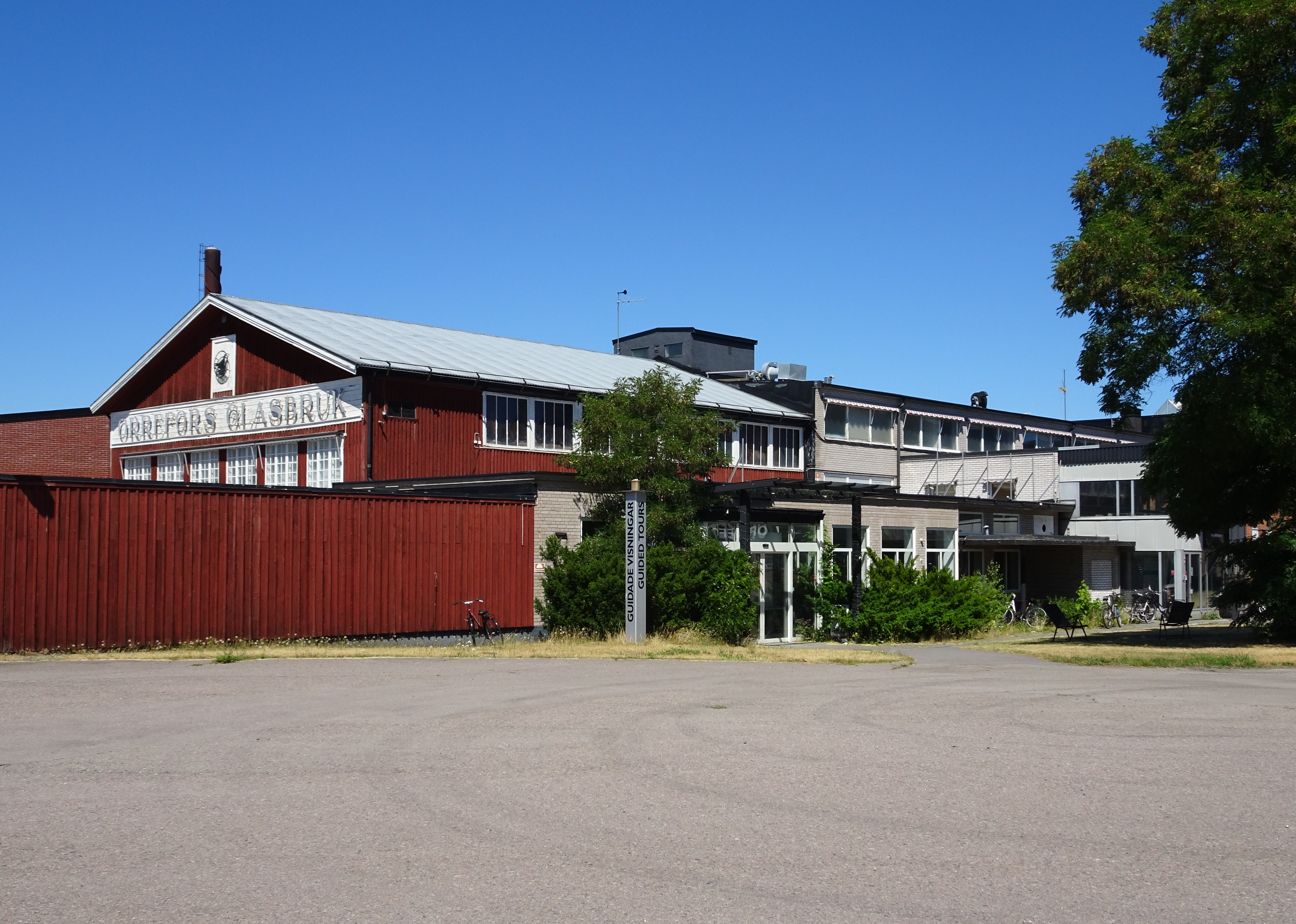
Före detta glasbruket (gamla hyttan)
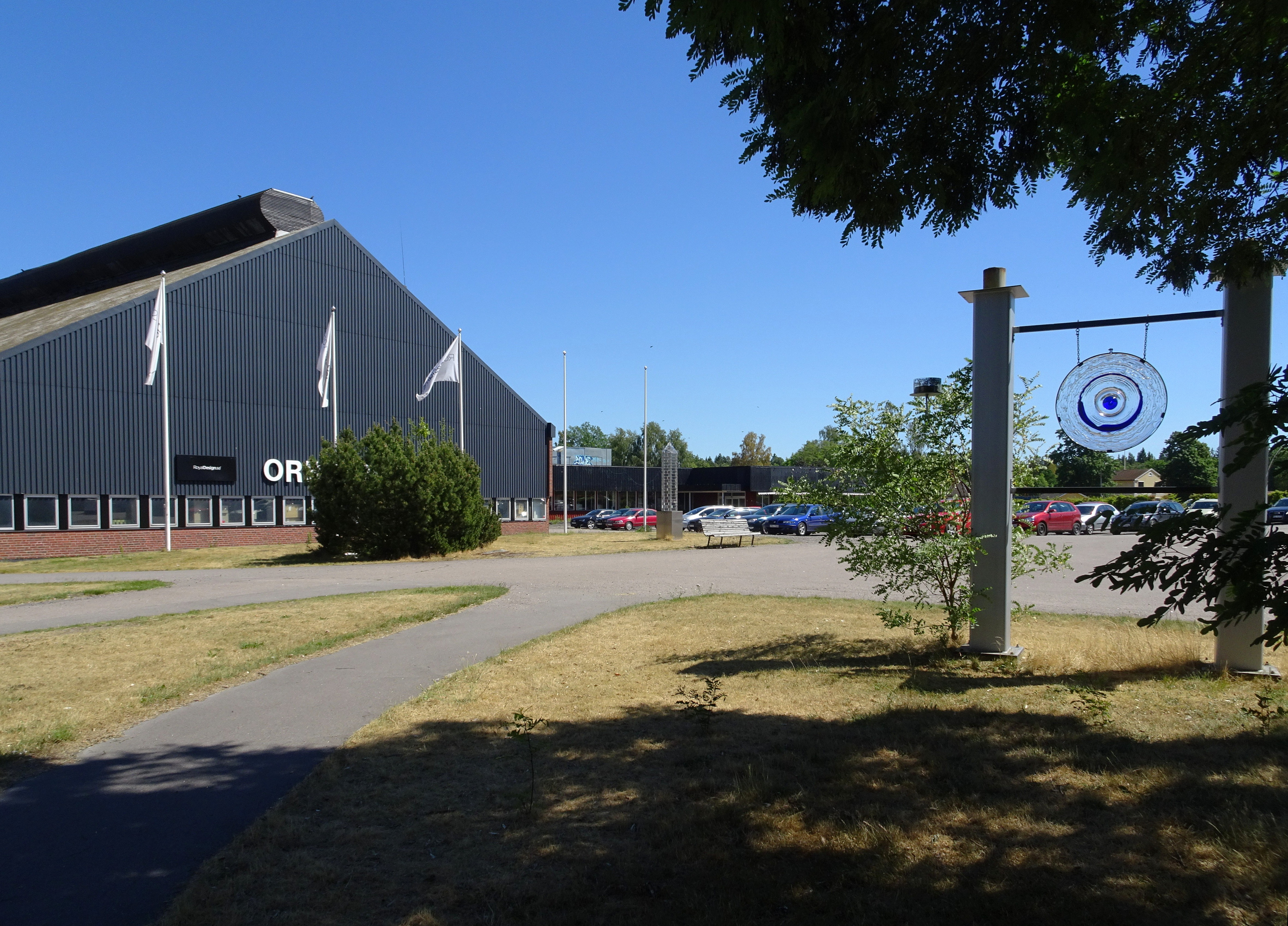
Före detta glasbruket (nya hyttan)
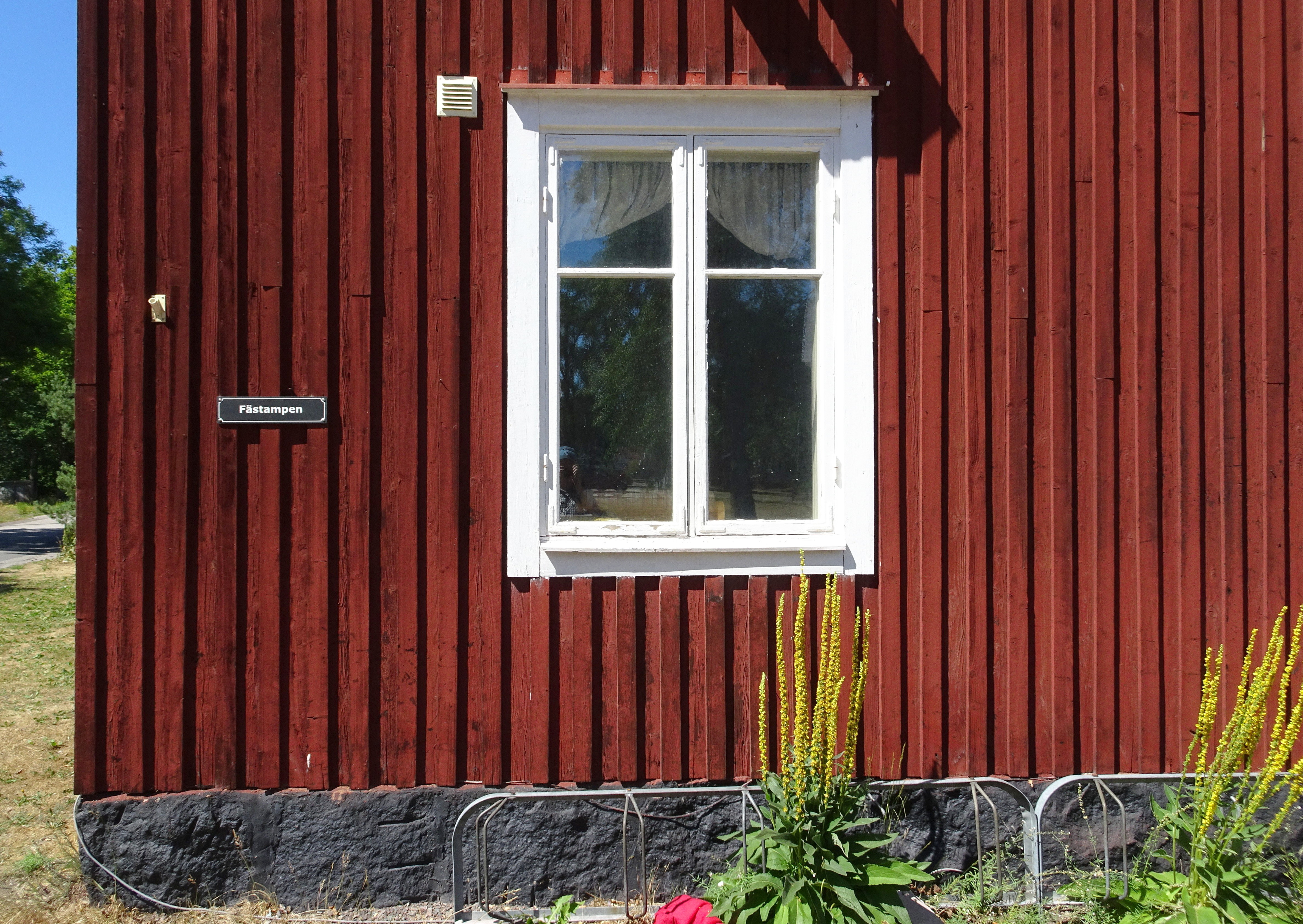
Fästampen, Orrefors
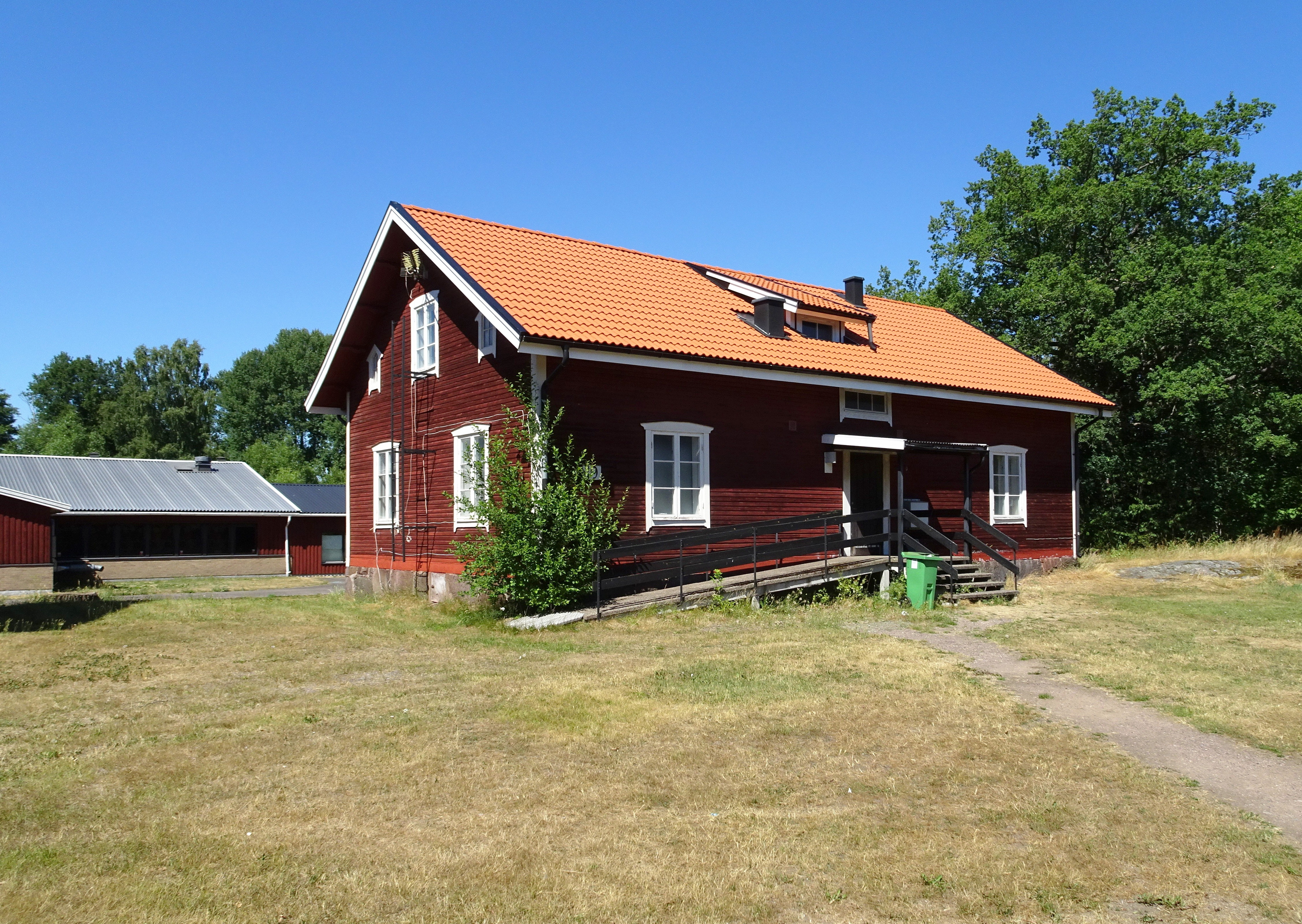
Snokaboet, Orrefors

## Sevärdheter
- Orrefors Museum (Glasrikets Skatter EF)
- Orrefors hammarsmedja renoveras men kan besökas
- Fästampen och Snokaboet, äldre arbetarbostäder